# Timasius schaeferi
Timasius schaeferi – gatunek nawodnych pluskwiaków różnoskrzydłych z rodziny błotnicowatych.
Gatunek ten został opisany w 2011 roku przez Herberta Zettela na podstawie serii długoskrzydłych okazów obu płci, odłowionych w 2003 roku w strumieniach Pagoda i Wakya, w Parku Narodowym Alaungdaw Kathapa. Epitet gatunkowy nadano na cześć Carla W. Schaefera.
Pluskwiak o ciele długości od 2,2 do 2,45 mm, ubarwionym czarno z żółtą bukulą i pierwszym członem czułków, żółtawymi odnóżami i białawymi znakami na zakrywce. Złociste omszenie pokrywa cały wierzch ciała z wyjątkiem zakrywki, natomiast owłosienie białawe pokrywa jego spód i boki. Linia środkowa zwartego przedustka prawie kilowata. Z tyłu bukuli dwa wyrostki: grzbietowy krótki, trójkątny i spiczasty, zaś brzuszny smukły i u szczytu zaokrąglony. Narządy rozrodcze samca są prawie symetryczne, jego mały i krótki pygofor wyposażony jest w ząbki tylno-boczne na wysokości osadzeń paramer. Proktiger u obu płci mały. Gonokoksyty samicy płaskie.
Owad znany wyłącznie z birmańskiej prowincji Sikong.